# Kim Tschang-Yeul
Dans ce nom coréen, le nom de famille, Kim, précède le nom personnel.
Pour les articles homonymes, voir Kim.
Kim Tschang Yeul, également connu sous les noms de Kim Tchangyeul, Kim Chang Yeul, et Tschangyeul Kim (en hangeul 김창열, 24 décembre 1929 - 5 janvier 2021) est un peintre sud-coréen, connu pour ses représentations de gouttes d'eau. Son oeuvre a fait l’objet de plusieurs expositions personnelles en musée à travers le monde. Il est actuellement représenté par plusieurs grandes galeries internationales, dont Almine Rech.

## Jeunesse
Kim Tschang-Yeul naît le 24 décembre à Maing-San, un petit village en Corée du Nord entouré de hautes montagnes et traversé par une large rivière. Derrière sa maison d'enfance se trouve une source qui fascine le garçon. À cette époque, le pays est sous occupation japonaise. Durant sa jeunesse, Kim Tschang-Yeul est principalement élevé par son grand-père, grand érudit et calligraphe, qui lui enseigne la calligraphie. Son apprentissage débute avec le Classique des mille caractères, un texte du VIIIe siècle encore utilisé de nos jours pour enseigner les caractères chinois aux enfants.
En 1945, la fin de la Seconde Guerre mondiale marque la fin de l'occupation japonaise. Kim continue à s'éduquer par lui-même et découvre des artistes et des philosophes occidentaux à la bibliothèque. Cependant, il est arrêté pour avoir écrit un pamphlet anti-communiste et décide de partir pour le Sud de la Corée.
Pendant un an, Kim vit dans un camp de réfugiés où il se plonge dans la littérature et les revues d'art occidentales. En 1947, il retrouve son père à Séoul et commence à fréquenter un atelier de dessin. En parallèle, il apprend le français et l'anglais pour pouvoir intégrer l'Académie des Beaux-Arts de l'Université nationale de Séoul en 1949.

## Guerre de Corée
Le 25 juin 1950, la guerre de Corée éclate à la suite d'une attaque surprise des Nord-Coréens. Trois jours plus tard, à la suite d'une invasion massive et de bombardements soutenus, Séoul, la capitale de la Corée du Sud, tombe aux mains des Nord-Coréens. Retenu captif par l’armée nord-coréenne pendant plusieurs mois, Kim se souviendra longtemps des visions d'horreur provoquées par les assauts et les bombardements.
En 1951 alors que la guerre se poursuit, Kim parvient à s'échapper et rejoint son unité. Il est envoyé en 1952 sur l'île de Jeju, au sud de la Corée, pour réprimer un groupe de combattants de la résistance communiste. Pendant cette période, il continue à lire et à dessiner de son côté, réalisant des pastels à mi-figuratifs, mi-abstraits. En 1953, la guerre de Corée se termine par un armistice, laissant des traces profondes. Pendant la guerre, Kim Tschang-Yeul perd sa jeune sœur âgée de quinze ans et plus de la moitié de ses camarades de collège et de lycée. Plus tard, les cicatrices laissées par la guerre continueront de s'installer à l'intérieur de l'artiste, et Kim Tschang-Yeul les exprimera, dans ses premières toiles informelles, par une série de points et de lignes monochromes.

## L'après-guerre à Séoul
Après la guerre de Corée, Kim revient à Séoul et enseigne l’art dans des lycées de la ville et ses environs. Parallèlement, il travaille en tant qu'assistant dans le studio de Li Bong-Sang. À cette époque, il rencontre d'autres artistes et forme un cercle d'amis. Ce cercle aboutit à un mouvement informel qui prend forme dans l'Association Hyundai - l'Association des artistes contemporains coréens. En coréen, "hyundai" signifie "contemporain". Comme d'autres artistes de cette période, Kim a beaucoup de difficultés à se tenir informé des tendances de l'art occidental - les importations sont strictement contrôlées et les voyages à l'étranger sont extrêmement rares pour les citoyens coréens ordinaires.
Seuls des magazines japonais tels que Mizue et Bijutsu Techo, disponibles sur le marché noir, ou les revues françaises Aujourd'hui et Cimaise, offrent à Kim de rares occasions d'avoir un contact indirect avec les tendances de l'art contemporain occidental.
L’association Hyundai organise sa première exposition en mai 1957, et la notoriété du groupe se fait de plus en plus grande en Corée.
En 1961, Kim soumet son travail à la deuxième Biennale de Paris en compagnie de Chung Chang-Sup, Cho Yong-Ik et Chang Seong-Soun. Bien que ne pouvant pas faire le voyage vers Paris, la Biennale ouvre le monde à l'art moderne coréen, marquant ainsi un moment historique dans l'histoire de l'art en Corée du Sud.

## Les années new-yorkaises
En 1965 Kim quitte la Corée pour la première fois afin d'assister à l'Association internationale des artistes à Londres. Il poursuit ensuite son voyage vers Paris et New York. Il est profondément touché par l'art qu'il découvre dans les musées et galeries, enfin capable de voir en personne des œuvres qu'il n'avait jusqu'alors vues que dans des livres.
Grâce à une recommandation de son professeur, Kim Whan-ki, il remporte une bourse de la Fondation Rockefeller pour étudier à l'Art Students League de New York, une institution célèbre ayant vu passer des artistes tels que Jackson Pollock, Mark Rothko, Alexander Calder, Louise Bourgeois, et bien d'autres.
Il reste quatre ans à New York et bien que stimulé intellectuellement pendant cette période, il se retrouve très peu dans la création artistique New Yorkaise de l’époque. C’est sur place néanmoins qu’il fait la rencontre de Nam-June Paik, qui l'aide à participer au "Festival de l'Avant-garde". Malgré leurs différences artistiques et de mode de vie, Kim Tschang-Yeul et Nam-June Paik sont restés de bons amis jusqu'au décès prématuré de Paik.

## Les années parisiennes
En 1970, il s’installe définitivement en France, à Palaiseau près de Paris. Il rencontre la même année celle qui deviendra sa femme. Pendant cette période, il fait face à des difficultés financières et morales, des difficultés qui contribuent en partie à la naissance des gouttes d'eau en 1973 : 
“Durant ma première année dans l'écurie, Paris a connu le plus froid hiver depuis trente ans. Le bâtiment était très mal isolé, les murs et les fenêtres étaient sans valeur et ne protégeaient pas du vent glacial. Tout ce que j'avais pour me réchauffer était un petit poêle. Je m'asseyais dans la posture d'un moine taoïste ou bouddhiste. On aurait dit que j'étais en quête religieuse, même si je ne cherchais pas un dieu en particulier. C'est là que j'ai rencontré la goutte d'eau." (- Kim Tschang-Yeul)
Cette même année il reprend ses études d'art, interrompues par la guerre de Corée, à l'École des Beaux-Arts de Paris. En 1971 et 1972, l'artiste traverse une phase de transition. Il métamorphose les éléments cristallisés de New York en objets plus "concrets". Des gouttes de liquide et des formes telles que des ampoules commencent à apparaître dans des toiles intitulées Procession, peintes au début des années 1970. Ces formes subissent une nouvelle phase de simplification dans la série Phénoménologie. Kim expose ses œuvres à l'exposition Art Contemporain Coréen à la Cité des Arts de Paris. C'est sa première exposition collective depuis son arrivée en France.
Kim participe à plusieurs expositions en France en 1972, notamment le 28e Salon de Mai et le Salon des Réalités Nouvelles, tous deux à Paris. C’est au 28e Salon de Mai qu’il expose la première toile qui figure la suite de son œuvre. La transformation des formes et des gouttes aboutit à une œuvre intitulée Evénement de la nuit (Une goutte): une goutte transparente - probablement de l'eau - est placée sur un fond monochrome bleuâtre teinté de noir. Cette goutte donne l'impression d'être arrêtée en plein descente. Elle est suspendue dans l'espace et le temps.

Cette toile marque le début d’une longue série. Pour rendre la réalité des gouttes d'eau, l'artiste utilise des techniques qu'il a développées lors de son séjour à New York, où il utilisait un aérographe pour imprimer des motifs sur des cravates. 
"Il est important pour moi que les processus de peinture soient aussi objectifs que les gouttes que j'essaie de créer. J'ai essayé de nombreux aérographes jusqu'à ce que je trouve celui qui me donne le degré de contrôle dont j'ai besoin." (- Kim Tschang-Yeul) 
Cette nouvelle approche de la peinture mène à sa première exposition personnelle en France, à la Galerie Knoll International qui expose un ensemble d’une trentaine de toiles de l’artiste en 1973. Face à ces créations, les critiques sont stupéfaits et enthousiastes, comme Alain Bosquet qui lui consacre un article dans le journal Combat, ou encore Salvador Dali qui signe le livre d’or de l’exposition : “cela égale en magnificence la gare de Perpignan”, monument pour lequel Salvador Dali avait une très grande admiration.
En octobre de la même année, lors de la 12e Biennale de São Paulo, Kim Tschang-Yeul remporte le premier prix. Cette distinction confère une grande valeur internationale au nom de l'artiste.
Pour la première fois, l’artiste peut se consacrer entièrement à son œuvre peint. Les expositions s’enchaînent à l’international et il commence dès 1974 à expérimenter avec de nouveaux matériaux comme le sable et le bois pour donner de nouveaux supports de jeu à ses gouttes d’eau sans cesse répétées.

En avril 1974, son exposition à la Galerie Sprick à Bochum (Allemagne) est accompagnée d'un texte écrit par Alain Bosquet, qui est réimprimé à plusieurs reprises en français, en anglais et en coréen les années suivantes.
“Aujourd'hui, la peinture typique est comme un coup de poing, soit hyperréaliste, soit abstraite jusqu'à la décrépitude. C'est pourquoi, lorsqu'un peintre moderne nous demande de réfléchir calmement, nous ne sommes plus prêts à le suivre. Pourtant, c'est précisément ce que fait le Sud-Coréen Kim, et dans ce domaine, il est sans aucun doute l'artiste le plus exigeant depuis Paul Klee, Bissier et Wols. Il ne suffit pas de regarder son univers pour le dévorer d'un seul coup. Au contraire, le premier regard n'est qu'une invitation à prolonger la visite. Il nous donne beaucoup et demande beaucoup en retour : non pas un combat, mais une avancée partagée, à la fin de laquelle quelque chose de vital en nous est transformé. (...)” (- Alain Bosquet, texte de l’exposition, galerie Sprick, Bochum, Allemagne, avril 1974)
Durant la deuxième partie des années 1970, Kim est exposé dans de nombreuses galeries à travers le monde : à Paris, Genève, Hamburg, Tokyo, Anvers, et surtout à Séoul où a lieu la première présentation de ses gouttes d’eau en 1976 ou encore New York avec sa première exposition personnelle à la galerie Staempfli en 1978.
Au début des années 1980, Kim Tschang-Yeul délaisse la technique de l’aérosol pour le travail des fonds de toiles et utilise désormais le pinceau.
Bien que la goutte d’eau reste l’élément central au cœur de ses compositions, d’autres motifs font leur apparition, comme la tâche. Au cours des années 1980, il intègre petit à petit des éléments de fond qui vont transformer ses compositions. Ces premiers travaux d’un genre nouveau dans sa carrière sont présentés pour la première fois en 1987 à la galerie Hyundai à Séoul.
En 1989, il intègre officiellement l’écriture sous la forme de caractères chinois dans ses toiles. Ceux-ci sont directement inspirés du Classique des mille caractères qui lui servait de base d’apprentissage de la calligraphie dans son enfance. Ce nouvel élément donne naissance à la série Récurrence, sur laquelle il travaillera jusqu’à la fin de sa vie, parallèlement à d’autres séries de Gouttes d’eau, mais aussi de sculptures et d’installations qui reprennent sans cesse ce motif.
En 1993, la galerie Enrico Navarra à Paris organise une grande rétrospective de son travail avec des toiles des années 1970 aux années 1990. Parallèlement sa première grande exposition personnelle en musée a lieu au National Museum of Modern and Contemporary Art à Séoul, au sein de laquelle il intègre une grande installation intitulée Cérémonie qui lui permet de développer sa goutte d’eau en relief et dans l’espace.
En 1995 il installe un second atelier à Draguignan dans le sud de la France, et l'année suivante il est fait Chevalier de l’Ordre des Arts et des Lettres.
En 2004 la plus grande exposition rétrospective des œuvres de l’artiste est organisée à la Galerie Nationale du Jeu de Paume. L’exposition est accompagnée d’un catalogue contenant des textes des critiques Pierre Restany, Michel Nuridsany et Daniel Abadie.
En 2005 le musée national de Pékin organise la première exposition d’un artiste coréen sur le sol chinois, avec une rétrospective consacrée à Kim Tschang-Yeul. D’autres grandes rétrospectives dans des musées nationaux suivront : au Busan Museum of Art (Corée du Sud) en 2009, au National Taiwan Museum of Fine Arts en 2012.
Enfin en 2016, le musée Kim Tschang-Yeul est ouvert dans la province de Jeju en Corée du sud, ultime consécration du travail de l’artiste alors âgé de 87 ans.
Kim Tschang-Yeul s’éteint le 5 janvier 2021 à Séoul, à l’âge de 91 ans.
En 2020, son fils le réalisateur Oan Kim lui consacre un documentaire L'homme qui peint des gouttes d'eau.